# 44М Tas
44M Tas (укр. «Тош») — угорський проєкт важкого танка періоду Другої світової війни.

## Історія створення
Угорська промисловість після освоєння виробництва середніх і легких танків, відчула в собі сили взятися за більш серйозну роботу — важкий танк. Генеральний штаб підтримав цю ініціативу і доручив роботу інституту військової техніки, причому було прийнято рішення сконструювати декілька зразків. Проєкт був готовий вже в липні 1943 року і за його здійснення в серпні взялась фірма «Манфред Вейс». На виготовлення двох машин з неброньової сталі було виділено 3,7 мільйона угорських пенге.
Перший зразок без башти проходив випробування влітку 1944, але 27 липня був знищений під час бомбардування заводу американською авіацією. Виготовлення другого зразка передали «Танц» у зв'язку із знищенням заводських цехів. Але до грудня 1944 року, коли діяльність і цього заводу зупинилась, танк завершеним не був.
Танк назвали «Тош» в честь вождя одного із семи мадярських племен, прибулих із Азії у IX столітті в Паннонію під загальним керівництвом Арпада.

## Опис конструкції
Корпус танка зібраний за допомогою зварювання товстих бронеплит. Лобові деталі корпуса мали великі кути нахилу і повороту. Спочатку планувалося встановити в башті довгоствольну 80-мм гармату угорського виробництва, проте перевагу було надано німецькій 75-мм гарматі KwK 42 з довжиною ствола 70 калібрів — тій самій, що стояла на німецькому танку «Пантера». Спочатку ці гармати планувалось закуповувати у Німеччині, а потім по ліцензії випускати їх у себе під маркою 43.М. З гарматою був спарений 8-мм кулемет. Башта мала електромеханічне і ручне управління. Другий 8-мм кулемет розміщувався в лобовій проєкції справа, як на «Пантері» модифікації D. Окремий двигун для танка не був створений, тому на ньому довелось використовувати два старих Z-TURAN. Вони могли працювати одночасно на загальну планетарну трансмісію нового типу або окремо один від одного, тобто танк «Тош» міг рухатись і на одному моторі. Коробка передач з мультиплікатором мала 4x2 передачі вперед і одну назад. 6 опорних котків зблоковано попарно. Пружним елементом підвіски були листові ресори. Гусениці широкі, 600 мм. На всіх танках «Тош» передбачалась установка радіо.

## Машини на базі
Побутує уявлення про існування проєкту винищувача танків Tas rohamlöveg («Тош рогомлевеґ», в перекладі «штурмова гармата Тош») на шасі цього танка, подібного до німецького Jagdpanther. Втім, підтвердження щодо такого проєкту немає.